# Przewód elektryczny

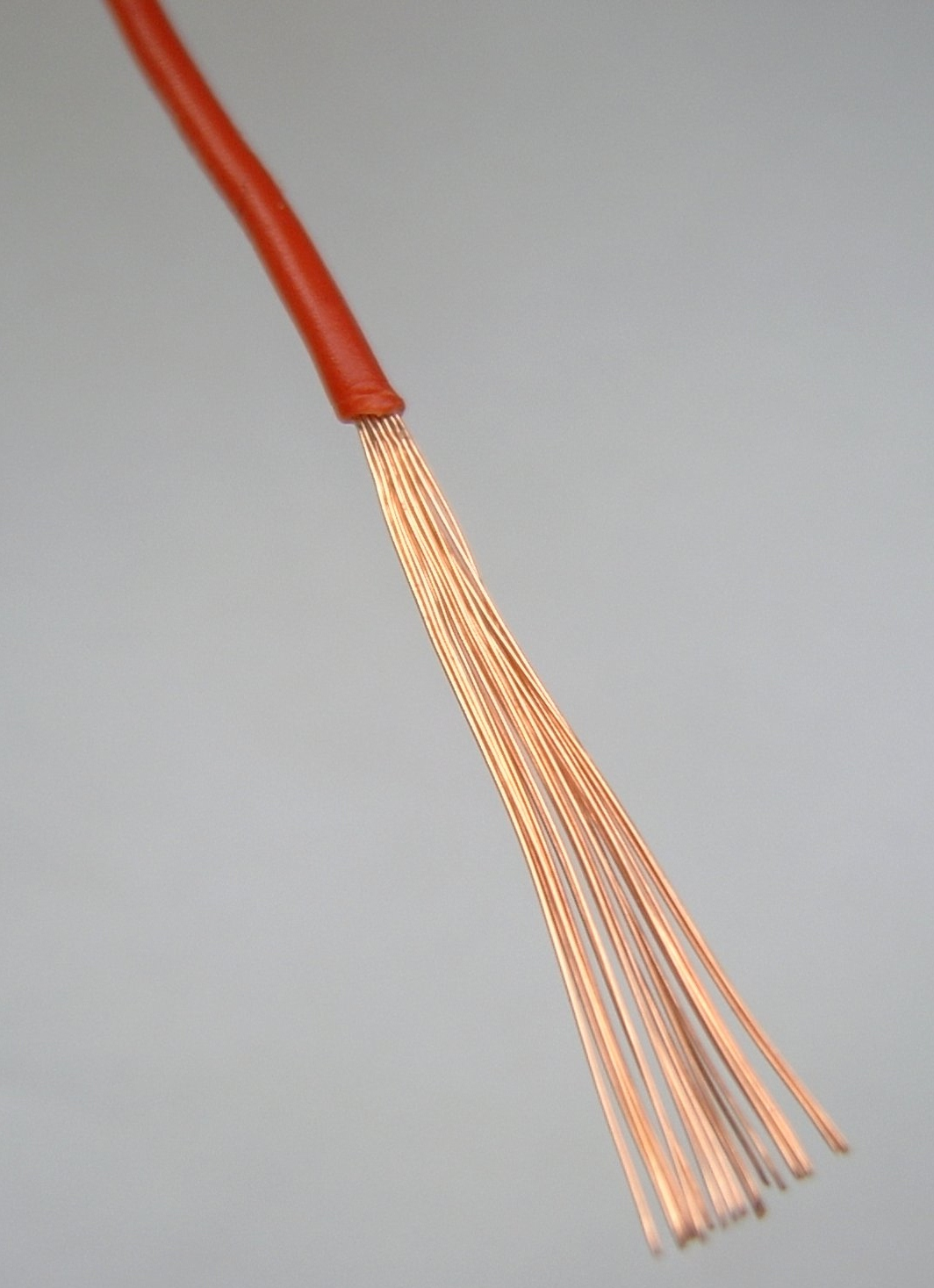
Pojedynczy miedziany przewód giętki ze ściągniętą izolacją.

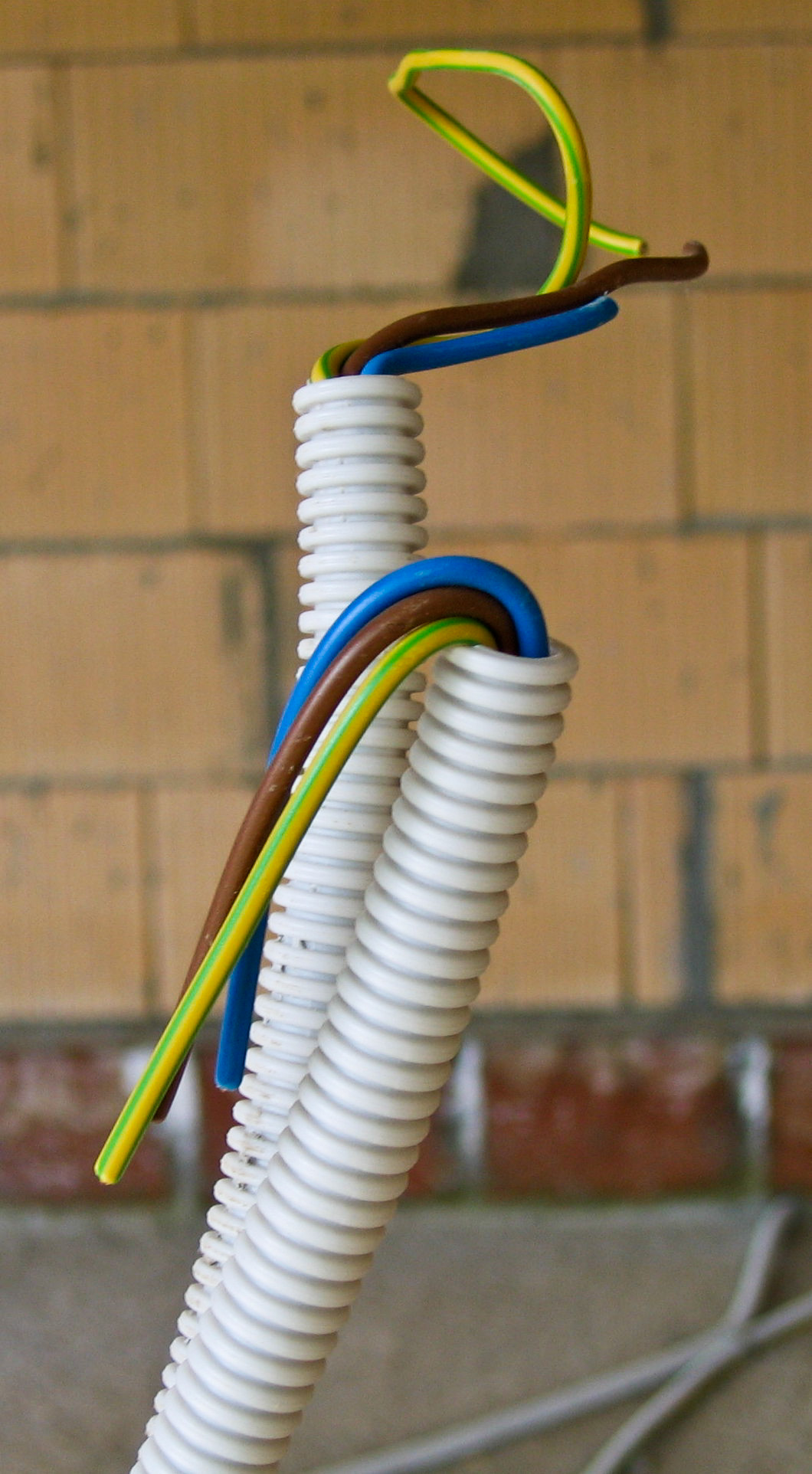
Końcówka 3-przewodowego kabla elektrycznego domowej instalacji elektrycznej

Przewód elektryczny – element obwodu elektrycznego służący do prowadzenia prądu elektrycznego wzdłuż określonej drogi. Wykonany jest z materiału przewodzącego (żyła), najczęściej z miedzi lub aluminium, w postaci drutu, linki lub szynoprzewodu. Może być izolowany lub bez izolacji, jak ma to miejsce w linii napowietrznej (funkcję izolacji pełni wówczas powietrze).
W elektroenergetyce przyjmuje się, że kabel jest przewodem do zastosowań zewnętrznych (np. kabel ziemny, napowietrzny) i zwykle posiada czarną powłokę (YKY), w odróżnieniu od białej powłoki przewodów wewnętrznych (np. YDY). W znaczeniu ogólnym termin kabel odnosi się do samej konstrukcji, natomiast przewód do pełnionej funkcji.

## Zastosowanie
Główne znaczenie w zakresie przesyłania energii w instalacjach elektrycznych i liniach elektroenergetycznych mają przewody elektroenergetyczne. Przewody mogą być wykonane jako gołe lub izolowane. Przewody gołe (nieizolowane) są przeznaczone głównie do stosowania w liniach napowietrznych.

## Dobór przewodów
Przewody elektryczne dobiera się ze względu na:
- przeciążenie,
- warunki zwarciowe,
- spadek napięcia;
- wytrzymałość mechaniczną,
- ochronę przeciwporażeniową.

## Podział przewodów ze względu na zastosowanie

### Przewody instalacyjne
Do wykonania instalacji elektrycznych wewnątrz budynków stosuje się przewody izolowane do układania na stałe, zwane przewodami instalacyjnymi. Przewody instalacyjne powszechnego stosowania są produkowane na napięcia znamionowe 300/300 V, 300/500 V, 450/750 V, 600/1000 V i mają żyły miedziane lub aluminiowe o przekrojach w zakresie 0,5-300 mm².
Podział przewodów ze względu na pełnioną funkcję w instalacjach elektrycznych nn:
- Przewód fazowy (L) – przewód elektryczny roboczy, będący w czasie normalnej pracy pod napięciem fazowym służący do przesyłania energii elektrycznej w sieci elektroenergetycznej. W sieci trójfazowej przewody liniowe oznaczane są odpowiednio L1, L2, L3. Przewodami liniowymi są również przewody linii napowietrznej znajdujące się pod napięciem fazowym i odizolowane od konstrukcji wsporczej za pomocą izolatorów. Zgodnie z normą PN-HD 308 S2:2007, przewody powinny mieć odpowiednio kolory: L1 – brązowy, L2 – czarny, L3 – szary. W niektórych państwach zachodnich stosowana była kolejność alfabetyczna wg języka angielskiego (ang. black, brown, grey), także w Polsce często występuje kolejność czarny, brązowy, szary (wg rosnącej jasności). Dawniej używano także przewodów o kombinacji kolorów brązowy, czarny, czarny oraz brązowy, czarny, czerwony (ta ostatnia może być stosowana także obecnie). W przypadku sieci jednofazowej, przewód fazowy jest zazwyczaj oznaczony kolorem brązowym lub czarnym, ale może być też czasem oznaczony kolorem białym lub czerwonym. Rzadziej, ale również używanymi kolorami do oznaczenia przewodu fazowego są: fioletowy, pomarańczowy oraz różowy.
- Przewód neutralny (N) – przewód elektryczny roboczy połączony z punktem neutralnym sieci elektroenergetycznej, służący do przesyłania energii elektrycznej dla odbiorników jednofazowych zasilanych napięciem fazowym i ma duże znaczenie dla prawidłowego ich funkcjonowania wynikającego z niesymetrycznego obciążenia. W przypadku przerwania przewodu neutralnego na trójfazowej linii zasilającej (np. na transformatorze), może dojść do uszkodzenia odbiorników jednofazowych w wyniku pojawienia się napięcia fazowego o wartości pomiędzy 0 a 400 V (w Polsce). W układzie sieci TN-S, w szczególności po zastosowaniu wyłącznika różnicowoprądowego przewód neutralny musi być izolowany podobnie jak przewód fazowy. W instalacjach elektrycznych o wymaganych okresowych badaniach rezystancji izolacji (obiekty użyteczności publicznej, zakłady pracy) powinna być przewidziana możliwość tymczasowego rozłączenia przewodu neutralnego dla poszczególnych obwodów na potrzeby pomiaru. Kolor izolacji zawsze jasnoniebieski.
- Przewód ochronny (PE) – przewód elektryczny służący wyłącznie ochronie przed porażeniem elektrycznym. Może to być przewód uziemiający (łączący główny zacisk uziemiający z uziomem) lub wyrównawczy (zapewniający wyrównanie potencjałów elektrycznych różnych części mogących znaleźć się pod napięciem). Barwa izolacji zawsze dwukolorowa – żółto-zielona.
- Przewód ochronno-neutralny (PEN) – przewód elektryczny roboczy łączący funkcje przewodu neutralnego N i przewodu ochronnego PE w układzie sieci TN-C, wymagający zwielokrotnionego uziemiania wzdłuż prowadzenia linii zasilającej. Obecnie rzadko spotykany w nowych instalacjach mieszkaniowych. Zgodnie z obecnymi normami barwa izolacji dwukolorowa – żółto-zielona. Dodatkowo podczas montażu instaluje się niebieską końcówkę. W przypadku oznaczania farbą naprzemienne pasy żółte i zielone w równych odstępach dodatkowy pas niebieski. Dawniej w instalacjach „starego typu” używano przewodu w kolorze niebieskim.
- Przewód zerowy jest pojęciem nieprawidłowym i przestarzałym, pochodzącym z czasów, gdy nie wyróżniano osobnych przewodów neutralnych (N) i ochronnych (PE), lecz oprócz przewodów fazowych był jedynie uziemiony przewód zerowy. Przewód zerowy został zastąpiony przez przewody N oraz PE lub PEN, w zależności od tego, jaką funkcję spełniają.
- Przewód odgromowy – przewód występujący w liniach WN, nie będący pod napięciem w stanie normalnej pracy. Jego zadaniem jest ochrona od bezpośrednich wyładowań atmosferycznych do linii (zwód poziomy). Uziemiony na konstrukcjach wsporczych. W przypadku niesymetrycznych prądów fazowych (np. podczas zwarć niesymetrycznych lub asymetrii obciążenia) sprowadza indukujące się w nim prądy przez uziemione konstrukcje wsporcze do ziemi, zmniejszając przez to impedancję kolejności zerowej linii (rozmagnesowujący wpływ przewodu odgromowego).

### Przewody nawojowe
Przewody tego typu przeznaczone są do wykonywania uzwojeń maszyn, aparatów i innych urządzeń elektrycznych. W zależności od przeznaczenia przewody nawojowe są produkowane o izolacji w postaci emalii, o izolacji włóknistej (papier, jedwab sztuczny i naturalny), złożonej (emalia i materiał włóknisty), z włókna szklanego i tworzyw termoplastycznych. Najważniejszym i najszerzej stosowanym rodzajem przewodów nawojowych są przewody emaliowane. Wynika to głównie z ich bardzo dobrych właściwości elektrycznych, fizyko-chemicznych i termicznych oraz małej grubości izolacji.

## Oznaczenia przewodów ze względu na materiał (wedługPN)
Ze względu na przeznaczenie przewodów i ich budowę, oznaczenie składa się z członu literowego i cyfrowego.
Człon literowy określa:
- przeznaczenie przewodu,
- materiał żyły i sposób jej wykonania (drut, linka),
- materiał izolacji i żyły,
- rodzaj i materiał powłoki.

Człon cyfrowy składa się z dwóch części:
- pierwsza oznacza dopuszczalne napięcie, na jakie przewód jest przeznaczony,
- druga oznacza liczbę i przekroje żył.

### Przewody układane na stałe
Oznaczenia przewodów układanych na stałe składają się z 7 pozycji:
1. Materiał powłoki zewnętrznej
  1. brak symbolu – przewód jednożyłowy bez powłoki
  2. Gs – guma silikonowa
  3. H – materiał bezhalogenowy
  4. Y – polwinit
2. Materiał żyły
  1. brak symbolu – miedź
  2. A – aluminium
  3. F – stal
3. Budowa żyły
  1. D – jednodrutowa (drut okrągły)
  2. Dc – jednodrutowa ocynowana (drut okrągły)
  3. L – wielodrutowa linka
  4. Lc – wielodrutowa linka ocynowana
  5. Lg – wielodrutowa o zwiększonej giętkości (linka giętka)
  6. Lgg – wielodrutowa o specjalnej giętkości (linka bardzo giętka)
4. Materiał izolacji
  1. G – guma zwykła
  2. Gs – guma silikonowa
  3. S – guma silikonowa (w przewodach z żyłą Lgg)
  4. Y – polwinit
  5. Zb – tworzywo fluoroorganiczne
5. Dodatkowe informacje o izolacji
  1. brak symbolu – izolacja zwykła
  2. c – izolacja z polwinitu ciepłoodpornego
  3. d – izolacja wzmocniona
  4. r – izolacja z wzdłużnymi rowkami na powierzchni
6. Dodatkowe informacje o przewodzie
  1. ek – przewód ekranowany oplotem z drutów miedzianych
  2. ekf – przewód ekranowany obwojem z folii aluminiowej
  3. M – przewód wprowadzeniowy do maszyn i aparatów
  4. N – przewód do zasilania rur jarzeniowych
  5. p – przewód płaski
  6. pp – przewód do przyklejania
  7. t – przewód wtynkowy
  8. u – przewód uzbrojony drutami stalowymi
  9. w – przewód na napięcie wyższe niż 1kV
7. Materiał osłony
  1. brak symbolu – przewód bez osłony
  2. g – guma
  3. c – odzież włóknista
  4. y – polwinit

Przykłady oznaczeń typowo występujących przewodów w zastosowaniach domowych:
- YDY 2×1,5 – przewód okrągły dwużyłowy o przekroju żyły 1,5 mm², każda żyła miedziana w postaci drutu jednożyłowego, każda żyła jest w powłoce polwinitowej, wszystkie żyły razem w zewnętrznej powłoce polwinitowej
- YDYp 3×1,0 – przewód płaski trójżyłowy o przekroju żyły 1,0 mm², każda żyła miedziana w postaci drutu jednożyłowego, każda żyła jest w powłoce polwinitowej, wszystkie żyły razem w zewnętrznej powłoce polwinitowej
- LgY 0,5 – przewód o przekroju żyły 0,5 mm² w postaci linek splatanych z wielu drobnych drucików miedzianych, o zwiększonej giętości, izolowany polwinitem
- DY 0,75 – przewód o przekroju żyły 0,75 mm² w postaci drutu miedzianego, izolowany polwinitem

## Oznaczenia przewodów ze względu na materiał (wedługCENELEC)
Oznaczenia przewodów składają się z 9 pozycji:

1. Identyfikacja
  - A – typ autoryzowany
  - H – typ zharmonizowany
  - N – typ nieautoryzowany
  - S – typ według specjalnych norm
2. Napięcie znamionowe
  - 00 – do 100/100 V
  - 01 – powyżej 100/100 V (do 300/300 V)
  - 03 – 300/300 V
  - 05 – 300/500 V
  - 07 – 450/750 V
  - 11 – 600/1000 V
3. Materiał izolacyjny
  - B – guma etylenowo-propylenowa, do +90 °C (EPR)
  - B2 – guma etylenowo-propylenowa wzmocniona lub niepalna
  - B3 – guma butylowa
  - E – polietylen o małej gęstości (LDPE)
  - E2 – polietylen o dużej gęstości (HDPE)
  - E4 – teflon (PTFE)
  - E5
  - E6
  - E7 – polipropylen (PP)
  - G – octan winylu (EVA)
  - J – oplot z włókna szklanego
  - J2
  - M
  - N – guma chloroprenowa
  - N2 – specjalna mieszanka polichloropropylenu
  - N4 – polietylen chlorosulfonowany
  - N5 – guma nitrylowa
  - N6
  - N7
  - N8 – specjalny polichloropropylen odporny na wodę
  - P
  - Q – poliuretan
  - Q2
  - Q3
  - Q4
  - Q5
  - Q6
  - R – guma z kauczuku naturalnego i syntetycznego, do +60 °C
  - S – guma silikonowa
  - T – oplot tekstylny (bawełna)
  - T2 – oplot tekstylny niepalny
  - T3 – oplot tekstylny niepalny
  - T4 – oplot tekstylny niepalny
  - T5 – oplot tekstylny niepalny
  - T6 – oplot tekstylny niepalny
  - V – polichlorek winylu (PVC)
  - V2 – polichlorek winylu (HR PVC), do +90 °C
  - V3 – polichlorek winylu, mrozoodporny
  - V4 – polichlorek winylu usieciowany
  - V5 – polichlorek winylu, olejoodporny
  - X – polistyren usieciowany (XLPE)
  - Z – izolacja bezhalogenowa[6]
  - Z1
4. Elementy struktury (opcjonalnie):
  - Dla przewodów opancerzonych:
  - A2
  - A3
  - A4
  - A5
  - C2
  - C3
  - F
  - F3
  - K
  - L
  - L2
  - L4
  - L5
  - L6
  - Dla przewodów koncentrycznych:
  - A
  - A6
  - C
  - C6
  - C9
  - Dla przewodów ekranowanych:
  - A7 – aluminiowy ekran
  - A8 – aluminiowy ekran dla każdej żyły
  - C4 – miedziany ekran
  - C5 – miedziany ekran dla każdej żyły
  - C7
  - C8
  - D
5. Materiał powłokowy – oznaczenia takie jak dla materiału izolacyjnego
6. Specjalne właściwości struktury (opcjonalnie)
  - D2
  - D3 – centralny rdzeń przenoszący naprężenie, tekstylny lub metalowy (linka nośna)
  - D4
  - D5 – centralny wypełniacz nie przenoszący obciążenia
  - D6
  - D7
  - D8
  - H – płaski, podatny na rozdzielanie żył
  - H2 – płaski, niepodatny na rozdzielanie żył
  - H3
  - H4
  - H5 – dwa lub więcej rdzeni skręconych ze sobą
  - H6 – konstrukcja płaska, żyły nierozdzielone do wind
  - H7 – izolacja dwuwarstwowa
  - H8 – konstrukcja spiralna
7. myślnik
8. Budowa żyły
  - A – aluminiowa
  - D – wielodrutowa, do przewodów spawalniczych
  - E – wielodrutowa, do przewodów spawalniczych
  - F – wielodrutowa giętka, do odbiorników ruchomych (kl. 5)
  - H – wielodrutowa bardzo giętka, do odbiorników ruchomych (kl. 6)
  - K – wielodrutowa giętka, do układania na stałe (kl.5)
  - M specjalna (Milliken)
  - R – wielodrutowa sztywna (kl. 2)
  - S
  - U – jednodrutowa (kl. 1)
  - W
  - Y – specjalna super giętka (Tinsel)
  - Z – żyła ze specjalnego materiału i/lub specjalnego kształtu
9. Liczba żył
10. Żyła ochronna
  - X – bez żółto-zielonej żyły
  - G – z żółto-zieloną żyłą
  - Y – przewód typu Tinsel
11. Przekrój żyły w mm²

Przykład oznaczenia:
- H03VV-F 2x0,5 – przewód zharmonizowany o napięciu znamionowym 300/300V, dwie żyły giętkie (do odbiorników ruchomych) w osłonie winylowej każda o przekroju 0,5 mm², wszystkie żyły razem w osłonie zewnętrznej winylowej, brak żółto-zielonej żyły
- H05RR-F 3g1,0 – przewód zharmonizowany o napięciu znamionowym 300/500V, trzy żyły giętkie (do odbiorników ruchomych) w osłonie z gumy (z kauczuku naturalnego i syntetycznego), wszystkie żyły razem w osłonie zewnętrznej gumowej (z kauczuku naturalnego i syntetycznego), w tym jedna żyła żółto-zielona